# Сюард (окръг, Небраска)
Вижте пояснителната страница за други значения на Сюард.
Окръг Сюард (на английски: Seward County) е окръг в щата Небраска, Съединени американски щати. Площта му е 1492 km², а населението - 16 496 души (2000). Административен център е град Либърал.